# Cavanillesia
Cavanillesia és un gènere de plantes dins la família malvàcia. L'espècie tipus és Cavanillesia umbelata
El seu nom commemora el botànic valencià Antoni Josep Cavanilles i Palop

## Algunes espècies
- Cavanillesia hylogeiton
- Cavanillesia platanifolia Cuipo
- Cavanillesia umbellata

Cavanillesia hylogeiton i Cavanillesia umbellata es fan servir com additiu a algunes versions de la droga al·lucinògena Ayahuasca.